# Gascogne

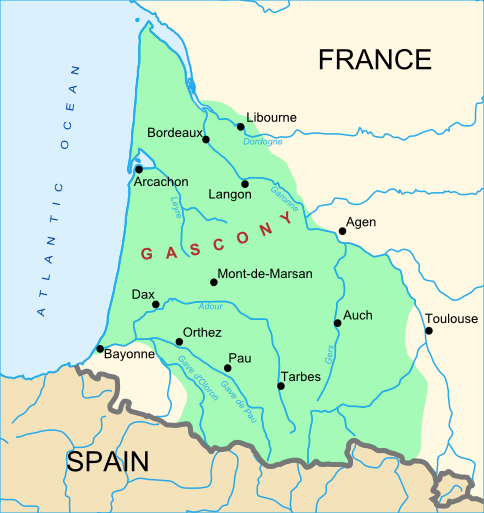
Karta över det historiska provinsen Gascogne.

Gascognes flagga

Gascogne är en historisk provins i sydvästra Frankrike som omfattade departementen Landes, Gers och Hautes-Pyrénées samt delar av Pyrénées-Atlantiques, Lot-et-Garonne, Tarn-et-Garonne, Haute-Garonne, Gironde och Ariège. Stora delar av Gascogne beboddes av basker.
Namnet Gascogne kommer från romarnas namn för baskerna, vascones. Innan romarnas erövring talades baskiska i hela dagens Gascogne, från Pyrenéerna upp till Bordeaux och floden Garonne.
Den största staden i Gascogne är Bordeaux medan huvudstaden i den historiska provinsen var Auch.

## Matkultur
Gascogne är känt för uttrycket douceur de vivre (livets sötma): Här produceras både den berömda franska gåslevern (foie gras), bordeauxviner och brandyn armagnac.

## Berömda Gascognare
- Karl XIV Johan, kung av Sverige föddes i staden Pau i södra Gascogne.
- Henrik IV av Frankrike, kung av Frankrike, föddes i Pau.
- Henrik av Danmark, prinsgemål av Danmark föddes i Talence (en del av Bordeaux)
- d'Artagnan, huvudperson i Alexandre Dumas den äldres roman De tre musketörerna.